# Johnny Whitworth
Johnny Whitworth (Charleston, Carolina do Sul, 31 de Outubro de 1975) é um ator estadunidense, mais conhecido por suas participações especiais em várias séries de televisão, e papéis em filmes de sucesso.

## Biografia
Seus primeiros anos de vida foram vividos em sua cidade natal, Charleston, na Carolina do Sul, com sua mãe. Quando ele já tinha uma certa idade, mudou-se para Dallas, ao lado de seu pai, que havia se divorciado de sua mãe. Aos 15 anos, em 1991, ele ganhou o primeiro concurso de sua carreira, e três anos depois, estreou como ator na série da FOX, Party of Five. Sua estreia na grande tela se deu em Bye Bye Love, em 1995, e no mesmo ano, ele apareceu no filme Empire Records. O filme, agora cult, o levou a um outro nível.
Ele deixou a atuação de lado depois de alguns poucos filmes, mas voltou a Hollywood em 1997, com o filme The Rainmaker. Recentemente, Whitworth atuou em 5 episódios de CSI: Miami, e foi convocado para estrelar um novo filme chamado Pathology.

## Filmografia

### Televisão
- 2014 The 100 como Cage Wallace
- 2007 CSI: Miami como Det. Jake Berkeley
- 2006 Without a Trace como Miles Sussmann
- 2005 Numb3rs como Dante Baker
- 2005 Cold Case como Maurice Warfield
- 2003 The Hendler como Denver
- 2002 The Shield como Effi Montecito
- 2001 Providence como Jason Zeller
- 2001 NYPD Blue como Jason Bazedon
- 1997 Gun como James Munday
- 1994 Party of Five como P.K.

### Cinema
- 2012 Ghost Rider: Spirit of Vengeance
- 2011 Limitless como Vernon
- 2010 Locked In como Nathan Sawyer
- 2010 Valley of the Sun como Andy/Vick Velour
- 2009 The Things We Carry como Jeremiah
- 2009 Gamer como Scotch
- 2009 Reach for Me como Kevin
- 2008 Tempting Hyenas como Kevin
- 2008 Pathology como Griffin
- 2007 3:10 to Yuma como Darden
- 2006 Factory Girl como Silver George
- 2002 Kiss the Bride como Marty Weinberg
- 2002 A.K.A. Birdseye como Trent Doone
- 2002 The Anarchist Cookbook como Sweeney
- 2001 Valentine como Max Raimi
- 2000 Shadow Hours como Tron
- 1999 Me and Will como Fred
- 1999 Out in Fifty como Whitey
- 1998 Hell's Kitchen como Patty
- 1997 The Rainmaker como Donny Ray Black
- 1996 Somebody is Waiting como Leon
- 1995 Empire Records como A.J.
- 1995 Bye Bye Love como Max Cooper